# أسرة نواة
الأسرة النواة أو الأسرة الأولية (بالإنجليزية: Nuclear family) يشير المصطلح إلى الأسرة المكونة من أبوين وأطفالهما. وهذا يتناقض مع مصطلح الأسرة متعددة الزوجات، وأسر الـأمومة دون زواج، ويتناقض أيضًا مع مصطلح الأسرة الممتدة الأكثر شمولاً. تتركز الأسرة النواة عادة في زوجين، ولكن الأمر ليس هكذا دائمًا; فهذه الأسر النواة قد يكون بها أي عدد من الأطفال. وهناك بعض الاختلافات في التعريفات بين المراقبين؛ فبعض التعريفات تشترط أن يكون هؤلاء الأطفال منتمين إلى آبائهم بيولوجيًا، بينما تسمح بعض التعريفات الأخرى بضم الآباء القائمين بالتربية وأي مجموعة من الأطفال بما في ذلك الأطفال من زيجات أخرى أو الأطفال بالتبني.
كانت الأسر المكونة من زوجين وأطفالهما موجودة في غرب أوروبا ونيوإنجلاند في القرن السابع عشر، وذلك بتأثير من الكنيسة والحكومات الدينية. ومع بدايات بدايات الثورة الصناعية والرأسمالية في أوروبا، أصبحت الأسرة النواة هي الوحدة الاجتماعية المثلى والقابلة للتكيف مع المتغيرات المالية في ذلك العصر. ظهر مصطلح الأسرة النواة للمرة الأولى في أوائل القرن العشرين. وقد ظهرت تعريفات أخرى لتشمل الأسر التي يترأسها أبوان من الجنس نفسه، وربما شمل ذلك أيضًا الأقارب البالغين الآخرين ممن يضطلعون بأدوار أبوية من واقع التعايش مع الأبناء; وفي هذه الحالة الأخيرة يُطلق عليها عائلة أسرية.
وقد تعزز المفهوم القائل بأن الأسرة النواة المحددة هي سر الاستقرار الاجتماعي في العصر الحديث وذلك بفضل المنادين بمبدأ المحافظة الاجتماعية الحديثة في الولايات المتحدة، ولكنه تعرض لتحديات لكونه غير كاف على الصعيدين التاريخي والاجتماعي لتفسير منظومة العلاقات المعقدة للغاية في هذه الأسر.

## استخدام المصطلح

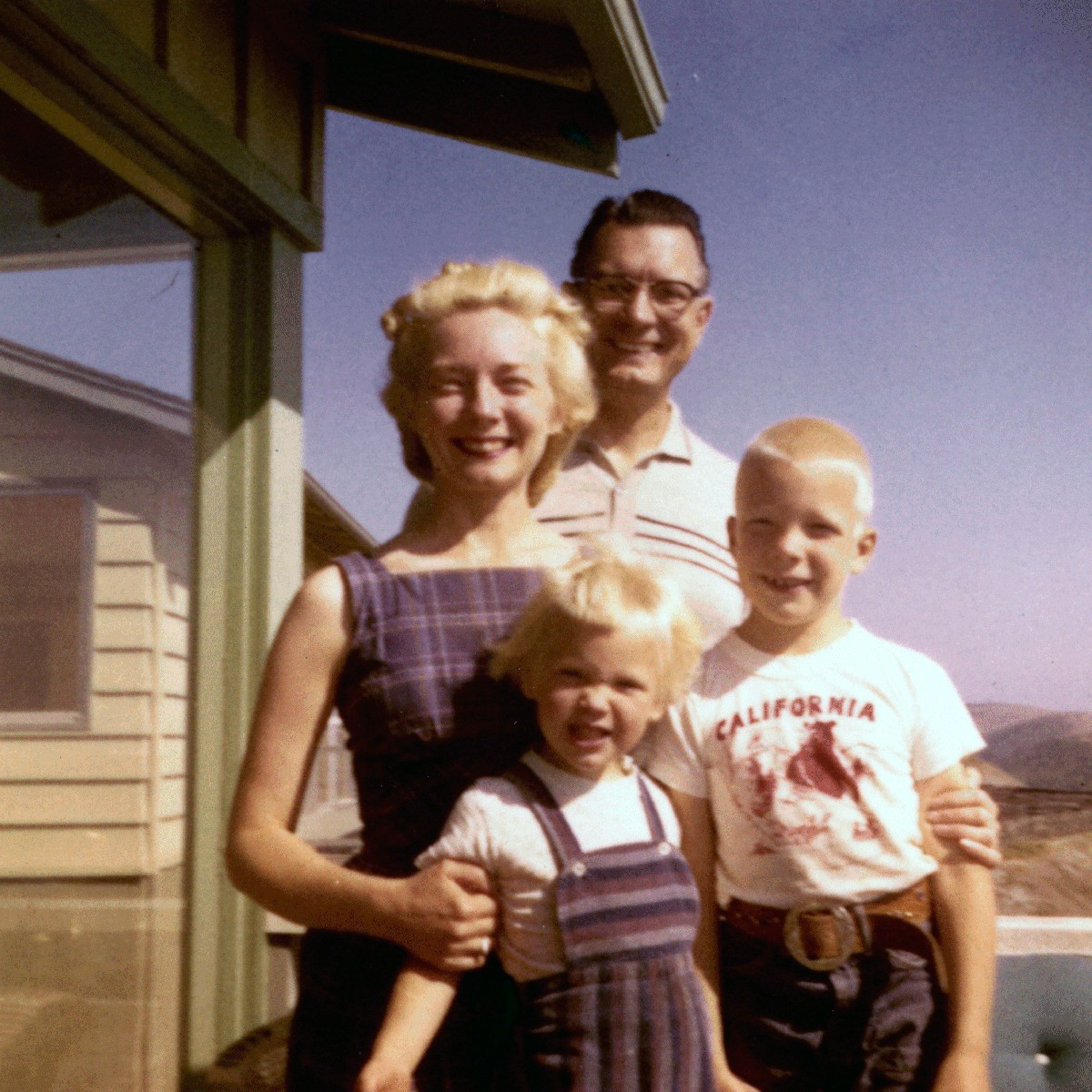
أسرة نواة أمريكية مكونة من الأم والأب والأطفال تم التقاطها في حوالي عام 1955

يرجع قاموس ميريام-ويبستر (Merriam-Webster) المصطلح إلى عام 1947, بينما يتضمن قاموس أوكسفورد الإنجليزي مرجعًا يدل على أن المصطلح يعود إلى عام 1925، ومن ثم فهو يعد جديدًا نسبيًا وذلك على الرغم من أن الأسر النواة على أرض الواقع يرجع تاريخها إلى آلاف السنوات. ويُستخدم المصطلح النواة بمعناه العام للدلالة على كيان مركزي أو «نواة» يتجمع حولها العديد من الأفراد.
وفي استخدامه الأكثر شيوعًا، يشير مصطلح الأسرة النواة إلى الأسرة المكونة من أب، وأم وأطفالهما ويجمعهم منزل واحد. ويصف جورج ميردوك (George Murdock) أحد العلماء الرواد في شئون العائلات المصطلح على النحو التالي:
The family is a social group characterized by common residence, economic cooperation and reproduction. It contains adults of both sexes, at least two of whom maintain a socially approved sexual relationship, and one or more children, own or adopted, of the sexually cohabiting adults.

ينتمي العديد من الأفراد إلى أسرتين نواتين في حياتهم: الأسرة الأصلية التي ينتمون إليها، والعائلة التي ولدوا بها ويوجد بها آباؤهم.

## مقارنة مع الأسرة الممتدة
تتكون الأسرة الممتدة من أعضاء أسرة غير نواة (أو غير مباشرة) إضافة إلى أعضاء أسرة نواة (أو مباشرة).

## التغييرات التي تطرأ على تكوين الأسرة
شاع استخدام مفهوم الأسرة النواة في الغرب في أوائل القرن العشرين، مقارنة بالمفهوم التقليدي للأسرة الممتدة التي يعيش أفرادها مع بعضهم، والذي شاع جزئيًا بسبب الأجور المتزايدة التي تتلقاها الطبقة العاملة. وقد أدى هذا إلى تشجيع المزيد والمزيد من الأسر على تحقيق الاستقلالية الاقتصادية، ومن ثم امتلاك مسكن منفصل.[بحاجة لمصدر]

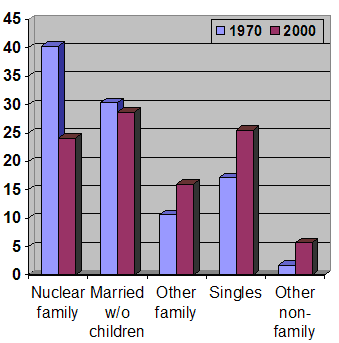
أما أحوال الأسر في الولايات المتحدة فقد أضحت أكثر تنوعًا حيث لم يكن هناك ترتيبات معينة يمكن على أساسها معرفة المعدلات السائدة، على الرغم من ذلك، يقيم 70% من أطفال الولايات المتحدة وسط أسر تقليدية يترأسها أبوان.

وتوضح المعلومات الواردة من مكتب تعداد الولايات المتحدة أن 70% من أطفال الولايات المتحدة يقيمون وسط عائلات تقليدية يترأسها أبوان، حيث تقيم 66% من هذه النسبة مع أبوين متزوجين، ويعيش 60% من هؤلاء الأطفال مع آبائهم البيولوجيين، وأن «هذه الأرقام تشير إلى أن التحولات الهائلة التي طرأت على تركيبة العائلات منذ أواخر العقد السابع من القرن العشرين قد هدأت منذ عام 1990.»
وإذا ما نظرنا إلى أسر الأمومة دون زواج أو الأزواج المنفصلين بمعزل عن الأزواج الذين لم ينجبوا، سنجد أنها تشكل أقلية في الإطار العام للأسر النواة التقليدية في الولايات المتحدة، علاوة على ارتفاع نسب الأشكال العائلية الأخرى. وبحلول عام 2000، كانت الأسر النواة
التي تتميز بآباء أصليين من الناحية البيولوجية تمثل نسبة 24.1% من كافة الأسر الأمريكية، مقارنة بنسبة بلغت 40.3% في عام 1970. لذلك، سيقضي ثلثا الأطفال تقريبًا في الولايات المتحدة جزءًا من حياتهم في منزل به والد أو والدة غير متزوجة.
وفي المملكة المتحدة، تراجعت نسبة الأسر النواة من 39% من كافة الأسر البريطانية في عام 1869 إلى 28% في عام 1992. وقد اقترن هذا التراجع بزيادة مماثلة في عدد الأسر التي تضم أبًا أو أمًا غير متزوجين علاوة على عدد البالغين الذين يقيمون وحدهم.
وطبقًا لآراء بعض علماء الاجتماع؛ "لم تعد [الأسرة النواة] تبدو أنها الإطار الذي يكفي لاحتواء التنوع الهائل في القوالب العائلية التي نراها في هذا العصر." (إدواردز (Edwards) عام 1991 وستاسي (Stacey) عام 1996. لذلك، ظهر مصطلح جديد وهو أسرة عصر ما بعد الحداثة والذي يشير مدلوله إلى التنوع الهائل الذي طرأ على القوالب العائلية، بما في ذلك أسر الأمومة دون زواج والأزواج بلا أطفال."
وطبقًا لكلمات البروفيسور وولفجانج هاك (Wolfgang Haak) الأستاذ في جامعة أديلايد، فإن الأسرة النواة هي انعكاس طبيعي للسلالة البشرية. وقد كشفت إحدى الحفريات الأثرية التي اكتشفت في إيلاو بألمانيا، والتي قام هاك بتحليلها بنفسه، كشفت عن أدلة جينية تثبت أن الثلاثة عشر شخصًا المدفونين في القبر نفسه أقارب من الدرجة الأولى. يقول هاك معلقًا على ذلك، «من خلال تحديد الروابط الجينية بين اثنين من البالغين وطفلين مدفونين معًا في القبر نفسه، اكتشفنا وجود مفهوم الأسرة النواة في فترات ما قبل التاريخ في أوروبا الوسطى.» على الرغم من ذلك، يشير هذا الدليل ضمنًا إلى أنه حتى الأسرة النواة نفسها كانت تعيش تحت مظلة العائلة الممتدة. وقد وجدت بقايا ثلاثة أطفال (ربما كانوا أشقاء بناءً على تحليلات الحمض النووي) مدفونة مع امرأة ليست أمهم، ولكنها قد تكون «عمة أو زوجة أب.»

## النظرة المحافظة في الولايات المتحدة
في الولايات المتحدة، يبدو أن الفكرة القائلة بأن «الأسرة النواة هي الشكل التقليدي» تعد من أهم محاور مبدأ المحافظين.

## وصلات خارجية
- The Nuclear Family from Buzzle.com
- Early Human Kinship was Matrilineal by Chris Knight. (Anthropological debates on the whether the nuclear family is natural and universal).